# Крукс, Джордан
Джордан Крукс (англ. Jordan Crooks; род. 2 мая 2002, Джорджтаун, Британские заморские территории) — кайманский пловец, первый в истории Островов Кайман медалист и победитель чемпионата мира на короткой воде. Дважды обновлял рекорд мира на дистанции 50 метров вольным стилем и является действующим рекордсменом мира на этой дистанции. Обладатель многих национальных рекордов Островов Кайман в плавании.
14 декабря 2024 года стал первым человеком в мире, проплывшим 50 метров вольным стилем быстрее 20 секунд.

## Биография
Квалифицировался на чемпионат мира по водным видам спорта 2022 года в Будапеште и чемпионат мира по плаванию на короткой воде 2022 года в Мельбурне. Выиграл золотую медаль в заплыве на 50 метров вольным стилем на короткой воде, обойдя действующего чемпиона Бена Прауда.
Выступает за команду по плаванию Tennessee Volunteers. На первом курсе установил рекорд 18,53 секунд на дистанции 50 ярдов вольным стилем, а также рекорд 41,44 секунд на 100 ярдов вольным стилем.
21 февраля 2024 года стал вторым человеком, когда-либо проплывшим 50 ярдов вольным стилем менее чем за 18 секунд, выиграв золото на чемпионате SEC, установив рекорд бассейна в Центре водных видов спорта имени Джеймса Э. Мартина в Университете Оберна.